# ری اندرسون
ری اندرسون (انگلیسی: Ray Anderson؛ زادهٔ ۱۶ اکتبر ۱۹۵۲) موسیقی‌دان اهل ایالات متحده آمریکا است. وی از سال ۱۹۷۳ میلادی تاکنون مشغول فعالیت بوده‌است.
وی همچنین برندهٔ جوایزی همچون کمک‌هزینه گوگنهایم شده‌است.